# Iglesia de Santa María la Mayor (Alcázar de San Juan)
La iglesia de Santa María la Mayor es el templo católico más antiguo de Alcázar de San Juan (Ciudad Real, España). Entre los siglos XIII y XIX fue colegiata. El lugar es reclamado como el templo donde fue bautizado el escritor Miguel de Cervantes.

## Arquitectura

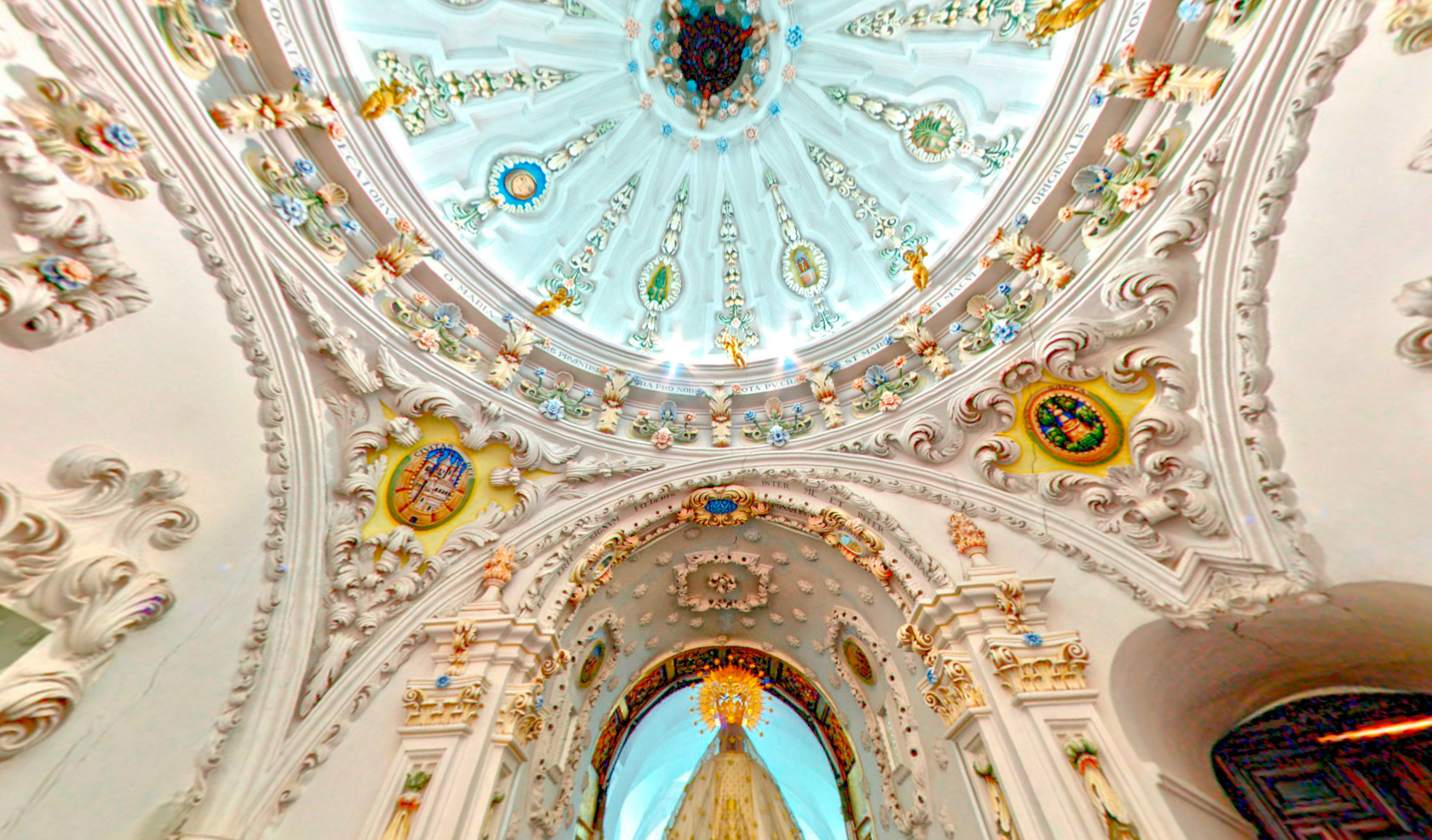
Camarín de la Virgen del Rosario

En origen el templo es de base románica. Posteriormente se remataría con un estilo renacentista y se completaría en 1742 con estilo barroco en el altar mayor y rococó el camarín de la Virgen del Rosario. El templo final se quedaría con un cuerpo de tres naves, conservando del medievo la cabecera mudéjar y el ábside semicircular al estilo románico.
Tiene planta alargada en la que destaca la nave central, de mayor altura que las laterales. Todo el edificio se cubre al exterior con teja árabe, a dos y tres aguas. El acceso se realiza a través de cuatro puertas, tres de ellas abiertas en las naves laterales y una en la cabecera.
En el interior, las tres naves estás separadas por arcos de medio punto. La nave central está cubierta por bóveda de cañón con lunetos, mientras que las laterales se cubren con bóvedas de arista. En la cabecera de la nave central hay una cúpula, existiendo otras de menores proporciones en una capilla adosada a una de las naves laterales.
La estructura de la iglesia queda, por tanto, distribuida en:
- una cabecera de planta semicircular con un tramo recto, cubierta con bóveda de horno, seguida por la cúpula.
- una nave central separada de la cabecera por un arco triunfal.
- el coro a los pies del templo, que se eleva sobre un podio de frente almohadillado y decorado de base de relieves que representan motivos vegetales y antropomorfos.
- el baptisterio de grandes dimensiones, que se encuentra junto al coro.

Destaca el camarín de la Virgen del Rosario, cubierto con bóveda encamonada, decorada con yesería barroca del siglo XVIII y azulejos talaveranos.
En el altar mayor destaca el retablo de 1595 obra de Diego Barroso, con lienzos de su hermano Miguel Barroso y cuadros de Guzmán de Vicente y Juan Sánchez Cotán.

## Historia
Se sabe que el solar que ocupa fue base para un templo íbero para el culto a la diosa Ana, posteriormente templo romano, templo cristiano con los visigodos, en el siglo VI en mezquita por los andalusíes y finalmente parroquia cristiana tras la Reconquista.
La base sobre la que se asienta el templo y su distribución ha hecho pensar que sería templo visigodo. Después de la invasión musulmana es convertida en mezquita y no volvería a ser templo cristiano definitivamente hasta la conquista definitiva de Castilla después de la batalla de las Navas de Tolosa en 1212. El templo fue declarado parroquia por el arzobispo de Toledo fray Rodrigo Jiménez de Rada en 1226.[cita requerida] Es entonces cuando la Orden de San Juan de Jerusalén asume en 1226 el culto del templo, que pasa a ser colegiata con un cabildo de canónigos llamado de San Pedro y San Pablo.

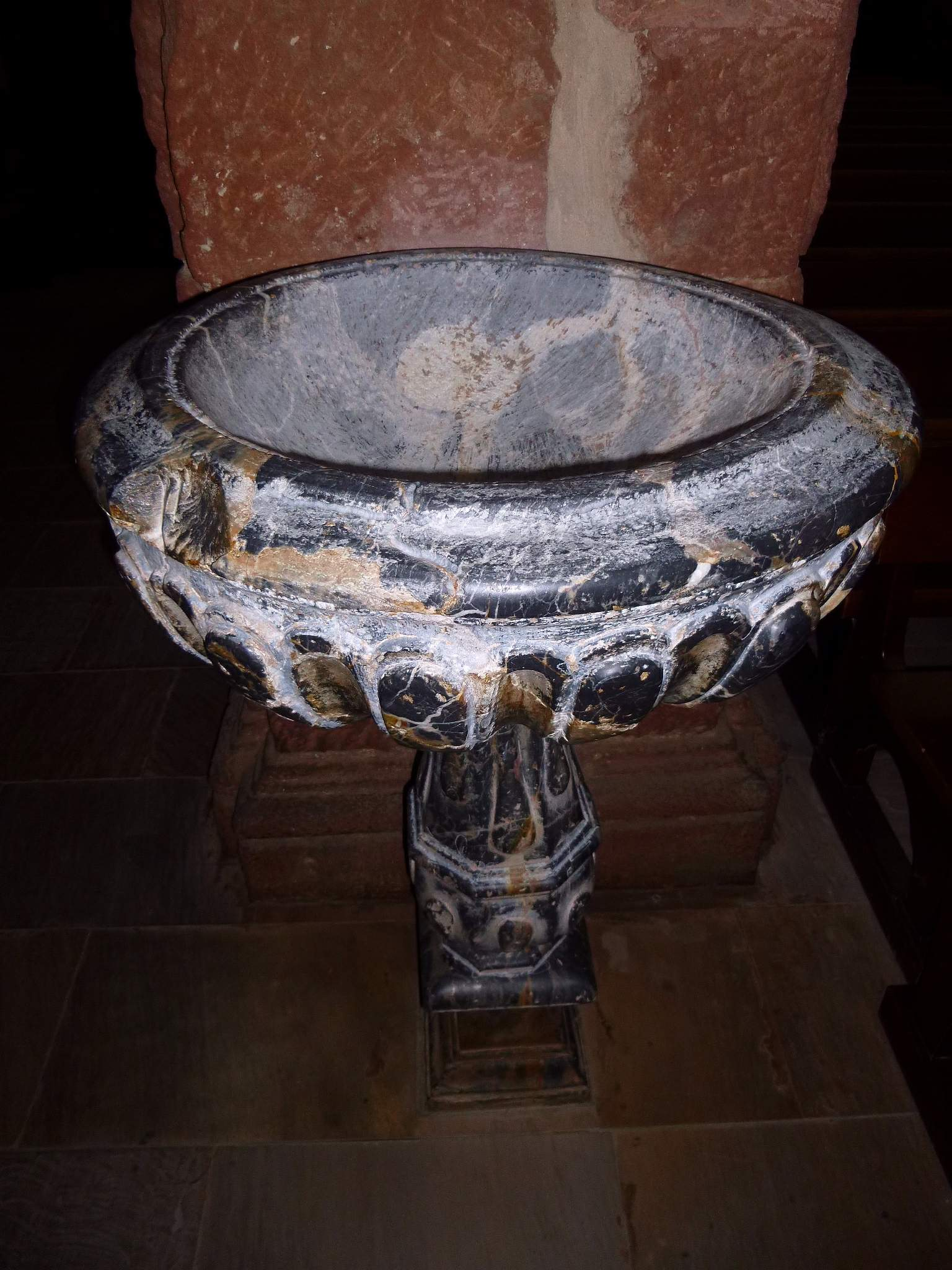
Pila bautismal

En 1835, tras la desamortización de Mendizábal, deja de ser colegiata.
En 1992 fue declarada Bien de Interés Cultural en la categoría de Monumento por la Consejería de Educación y Cultura de la Junta de Comunidades de Castilla-La Mancha.

### Bautismo de Miguel de Cervantes
En la iglesia se conserva la partida de bautismo de un Miguel de Cervantes que cita:

"En nueve días del mes del mes de noviembre de mil quinientos y cincuenta y ocho bautizó el Rdo. Señor Alº Díaz Pajares un hijo de Blas de Cervantes Saavedra y de Catalina López que le puso (de) nombre Miguel, fue su padrino de pila (...) de Ortega, acompañados (de) Juan de Quirós y Francisco Almendros y las mujeres de los dichos"

Se pone en duda que este Miguel de Cervantes de Alcázar de San Juan fuera el escritor, justificando que era nacido en Alcalá de Henares. El Ayuntamiento de Alcázar de San Juan se ha basado principalmente en la partida de bautismo de la iglesia como prueba del origen del escritor.